# دوري أبطال آسيا 2013 دور المجموعات
دوري أبطال آسيا 2013 دور المجموعات سيتنافس بها ما مجموعه 32 فرق (16 من منطقة غرب آسيا، و16 من منطقة شرق آسيا). وتشمل هذه الفرق 29 فريق دخلوا مباشرة في دور المجموعات، و3 فائزين من ملحق التصفيات.
أقيمت قرعة دور المجموعات بمقر الاتحاد الآسيوي في كوالالمبور، ماليزيا يوم 6 ديسمبر 2012، 16:00 UTC+8. تم تقسيم الفرق الـ32 على ثماني مجموعات من أربعة. الفرق التي تنتمي لنفس البلد لن تقع في نفس المجموعة. كل مجموعة تلعب على أساس الدوري المشترك بنظام الذهاب والإياب. يتأهل الفائز والوصيف من كل مجموعة إلى دور الستة عشر.

## حسم التعادل
يتم ترتيب الفرق وفقاً للنقاط (3 نقاط للفوز، نقطة واحدة للتعادل، 0 من نقاط للخسارة) والمعايير الظاهرة في الترتيب التالي:
1. أكبر عدد من النقاط التي حصل عليها في مباريات المجموعة بين الفرق المعنية
2. فارق الأهداف الناتج من مباريات المجموعة بين الفرق المعنية
3. أكبر عدد من الأهداف المسجلة في مباريات المجموعة بين الفرق المعنية (قانون الأهداف خارج القواعد لا ينطبق)
4. فارق الأهداف في جميع مباريات المجموعة
5. أكبر عدد من الأهداف المسجلة في جميع مباريات المجموعة
6. ركلات ترجيح من علامة الجزاء إذا كان فقط اثنين من هذه الفرق المعنية، وكلاهما على ميدان اللعب
7. أقل نتيجة محتسبة وفقاً لعدد من البطاقات الصفراء والحمراء التي أشهرت في مباريات المجموعة (نقطة 1 لكل بطاقة صفراء و 3 نقاط لكل بطاقة حمراء نتيجة لاثنين من البطاقات صفراء و 3 نقاط عن كل بطاقة حمراء مباشرة، و 4 نقاط لكل بطاقة صفراء تتبعها بطاقة حمراء مباشرة)
8. سحب القرعة

## المجموعات
أيام المباريات هي 26–27 فبراير، 12–13 مارس، 2–3 أبريل، 9–10 أبريل، 23–24 أبريل، 30 أبريل–1 مايو 2013.

### المجموعة الأولى
| فريق         | لعب | ف | ت | خ | له | عليه | ف.أ | نقاط |
| ------------ | --- | - | - | - | -- | ---- | --- | ---- |
| الشباب       | 6   | 4 | 1 | 1 | 7  | 5    | +2  | 13   |
| الجيش        | 6   | 3 | 2 | 1 | 14 | 9    | +5  | 11   |
| الجزيرة      | 6   | 1 | 2 | 3 | 7  | 10   | −3  | 5    |
| تراكتور سازي | 6   | 1 | 1 | 4 | 8  | 12   | −4  | 4    |

|         | الجزيرة | الشباب | الجيش | تراكتور |
| ------- | ------- | ------ | ----- | ------- |
| الجزيرة | —       | 1–1    | 1−1   | 2–0     |
| الشباب  | 2–1     | —      | 2–0   | 1–0     |
| الجيش   | 3–1     | 3–0    | —     | 3–3     |
| تراكتور | 3–1     | 0−1    | 2–4   | —       |

| تراكتور سازي                                                   | 3–1   | الجزيرة       |
| -------------------------------------------------------------- | ----- | ------------- |
| مهدي سيد صالحي 36' · جواد كاظميان 60' · مسعود إبراهيم زاده 80' | تقرير | علي مبخوت 79' |

| الشباب                                          | 2–0   | الجيش |
| ----------------------------------------------- | ----- | ----- |
| أندرسون ماتينز 33' (في مرماه) · عمر الغامدي 39' | تقرير |       |

| الجيش                                           | 3–3   | تراكتور سازي                                    |
| ----------------------------------------------- | ----- | ----------------------------------------------- |
| فاغنر ريبيرو 35'، 88' · أدريانو 67' (ضربة جزاء) | تقرير | بايكساو 24' · مهدي سيد صالحي 51' · جيلسون 90+2' |

| الجزيرة          | 1–1   | الشباب             |
| ---------------- | ----- | ------------------ |
| خميس إسماعيل 55' | تقرير | حسن معاذ فلاته 44' |

| الجيش                                      | 3–1   | الجزيرة         |
| ------------------------------------------ | ----- | --------------- |
| فاغنر ريبيرو 7'، 58' · ماهر يوسف باكور 17' | تقرير | سبيت خاطر 45+2' |

| الشباب            | 1–0   | تراكتور سازي |
| ----------------- | ----- | ------------ |
| ناصر الشمراني 30' | تقرير |              |

| الجزيرة        | 1–1   | الجيش              |
| -------------- | ----- | ------------------ |
| سلطان برغش 25' | تقرير | أندرسون ماتينز 33' |

| تراكتور سازي | 0–1   | الشباب              |
| ------------ | ----- | ------------------- |
|              | تقرير | سبيستيان تيجالي 84' |

| الجيش                       | 3–0   | الشباب |
| --------------------------- | ----- | ------ |
| فاغنر ريبيرو 3'، 82'، 90+3' | تقرير |        |

| الجزيرة                               | 2–0   | تراكتور سازي |
| ------------------------------------- | ----- | ------------ |
| ريكاردو أوليفيرا 7' · سبيت خاطر 90+2' | تقرير |              |

| الشباب                               | 2–1   | الجزيرة           |
| ------------------------------------ | ----- | ----------------- |
| ناصر الشمراني 47' · بدر السليطين 80' | تقرير | إبراهيم دياكي 30' |

| تراكتور سازي   | 2–4   | الجيش                                                                                   |
| -------------- | ----- | --------------------------------------------------------------------------------------- |
| جيلسون 3'، 66' | تقرير | الدوكالي الصيد 48' (ضربة جزاء) · عبد القادر إلياس 52'، 71' (ضربة جزاء) · غو سيول كي 83' |

### المجموعة الثانية
| فريق           | لعب | ف | ت | خ | له | عليه | ف.أ | نقاط |
| -------------- | --- | - | - | - | -- | ---- | --- | ---- |
| الدحيل         | 6   | 3 | 2 | 1 | 10 | 7    | +3  | 11   |
| الشباب         | 6   | 3 | 0 | 3 | 8  | 9    | −1  | 9    |
| الاتفاق        | 6   | 2 | 1 | 3 | 6  | 5    | +1  | 7    |
| باختاكور طشقند | 6   | 2 | 1 | 3 | 6  | 9    | −3  | 7    |

|          | الاتفاق | الشباب | الدحيل | باختاكور |
| -------- | ------- | ------ | ------ | -------- |
| الاتفاق  | —       | 4–1    | 0–0    | 2–0      |
| الشباب   | 1−0     | —      | 3–1    | 0–1      |
| لخويا    | 2−0     | 2–1    | —      | 3−1      |
| باختاكور | 1–0     | 1−2    | 2–2    | —        |

| باختاكور طشقند             | 1–0   | الاتفاق |
| -------------------------- | ----- | ------- |
| تيمورخوجا عبد الخالقوف 73' | تقرير |         |

| لخويا                                  | 2–1   | الشباب                   |
| -------------------------------------- | ----- | ------------------------ |
| سباستيان سوريا 20' · يوسف المساكني 33' | تقرير | إدغار برونو دا سيلفا 10' |

| الشباب | 0–1   | باختاكور طشقند     |
| ------ | ----- | ------------------ |
|        | تقرير | جمشيد اسكندروف 85' |

| الاتفاق | 0–0   | لخويا |
| ------- | ----- | ----- |
|         | تقرير |       |

| لخويا                                     | 3–1   | باختاكور طشقند |
| ----------------------------------------- | ----- | -------------- |
| إشيار ديا 21' · سباستيان سوريا 84'، 90+1' | تقرير | Urunov 40'     |

| الشباب     | 1–0   | الاتفاق |
| ---------- | ----- | ------- |
| Masood 81' | تقرير |         |

| باختاكور طشقند                          | 2–2   | لخويا                                 |
| --------------------------------------- | ----- | ------------------------------------- |
| Urunov 26' · دامي تراوري 56' (في مرماه) | تقرير | سباستيان سوريا 1' · يوسف المساكني 67' |

| الاتفاق                                                | 4–1   | الشباب                   |
| ------------------------------------------------------ | ----- | ------------------------ |
| صالح بشير 16'، 71' · يحيى الشهري 42' · يوسف السالم 80' | تقرير | إدغار برونو دا سيلفا 51' |

| الشباب                                                | 3–1   | لخويا             |
| ----------------------------------------------------- | ----- | ----------------- |
| عيسى عبيد 46' · Ciel 76' · إدغار برونو دا سيلفا 90+2' | تقرير | يوسف المساكني 36' |

| الاتفاق                             | 2–0   | باختاكور طشقند |
| ----------------------------------- | ----- | -------------- |
| يحيى الشهري 24' · جمعان الجمعان 41' | تقرير |                |

| لخويا                                  | 2–0   | الاتفاق |
| -------------------------------------- | ----- | ------- |
| لويز مارتن جونيور 12' · خالد مفتاح 65' | تقرير |         |

| باختاكور طشقند                 | 1–2   | الشباب                                   |
| ------------------------------ | ----- | ---------------------------------------- |
| ماخارادزي كاخي 19' (ضربة جزاء) | تقرير | Dhahi 1' · ماخارادزي كاخي 64' (في مرماه) |

### المجموعة الثالثة
| فريق          | لعب | ف | ت | خ | له | عليه | ف.أ | نقاط |
| ------------- | --- | - | - | - | -- | ---- | --- | ---- |
| الأهلي        | 6   | 4 | 2 | 0 | 16 | 8    | +8  | 14   |
| الغرافة       | 6   | 3 | 1 | 2 | 13 | 11   | +2  | 10   |
| سباهان أصفهان | 6   | 3 | 0 | 3 | 12 | 13   | −1  | 9    |
| النصر         | 6   | 0 | 1 | 5 | 7  | 16   | −9  | 1    |

|         | الأهلي | الغرافة | النصر | سباهان |
| ------- | ------ | ------- | ----- | ------ |
| الأهلي  | —      | 2–0     | 2−2   | 4−1    |
| الغرافة | 2–2    | —       | 3−1   | 3–1    |
| النصر   | 1–2    | 2–4     | —     | 1–2    |
| سباهان  | 2–4    | 3–1     | 3–0   | —      |

| سباهان أصفهان                      | 3–0   | النصر |
| ---------------------------------- | ----- | ----- |
| Sukaj 22'، 81' · أميد إبراهيمي 87' | تقرير |       |

| الأهلي                              | 2–0   | الغرافة |
| ----------------------------------- | ----- | ------- |
| مصطفى بصاص 35' · فيكتور سيموس 90+4' | تقرير |         |

| الغرافة                                | 3–1   | سباهان أصفهان      |
| -------------------------------------- | ----- | ------------------ |
| جبريل سيسيه 16'، 58' · مجدي صديق 90+2' | تقرير | محمد علي أحمدي 13' |

| النصر                 | 1–2   | الأهلي                |
| --------------------- | ----- | --------------------- |
| تاكايوكي موريموتو 13' | تقرير | عماد الحوسني 17'، 36' |

| النصر                              | 2–4   | الغرافة                                                                           |
| ---------------------------------- | ----- | --------------------------------------------------------------------------------- |
| حبيب الفردان 56' · برونو كوريا 58' | تقرير | جبريل سيسيه 24' · حامد شامي زاهر 31' · نيني 45+1' (ضربة جزاء) · لاورانس غوايي 84' |

| سباهان أصفهان              | 2–4   | الأهلي                                                     |
| -------------------------- | ----- | ---------------------------------------------------------- |
| Sukaj 3' · فرشيد طالبي 86' | تقرير | فيكتور سيموس 23'، 65' · برونو سيزار 39' · عماد الحوسني 46' |

| الغرافة                                       | 3–1   | النصر                 |
| --------------------------------------------- | ----- | --------------------- |
| لاورانس غوايي 8' · نيني 55' · فهيد الشمري 79' | تقرير | تاكايوكي موريموتو 16' |

| الأهلي                                                               | 4–1   | سباهان أصفهان |
| -------------------------------------------------------------------- | ----- | ------------- |
| مصطفى بصاص 44'، 62' · برونو سيزار 68' (ضربة جزاء) · بدر الخميس 90+1' | تقرير | Đalović 82'   |

| الغرافة                                                 | 2–2   | الأهلي                                |
| ------------------------------------------------------- | ----- | ------------------------------------- |
| أليكس رافاييل ميسكيني 24' · جبريل سيسيه 54' (ضربة جزاء) | تقرير | عماد الحوسني 31' · خايرو بالومينو 68' |

| النصر     | 1–2   | سباهان أصفهان             |
| --------- | ----- | ------------------------- |
| Taher 71' | تقرير | Đalović 29' · Gholami 79' |

| سباهان أصفهان                                             | 3–1   | الغرافة       |
| --------------------------------------------------------- | ----- | ------------- |
| أمين جاهان أليان 11' · Gholami 48' · محمد رضا خلعتبري 55' | تقرير | مجدي صديق 44' |

| الأهلي                                     | 2–2   | النصر                                   |
| ------------------------------------------ | ----- | --------------------------------------- |
| Bakshwin 8' (ضربة جزاء) · تيسير الجاسم 77' | تقرير | ليو ليما 23' (ضربة جزاء) · Malullah 55' |

### المجموعة الرابعة
| فريق          | لعب | ف | ت | خ | له | عليه | ف.أ | نقاط |
| ------------- | --- | - | - | - | -- | ---- | --- | ---- |
| استقلال طهران | 6   | 4 | 1 | 1 | 11 | 5    | +6  | 13   |
| الهلال        | 6   | 4 | 0 | 2 | 10 | 6    | +4  | 12   |
| العين         | 6   | 2 | 0 | 4 | 6  | 9    | −3  | 6    |
| الريان        | 6   | 1 | 1 | 4 | 7  | 14   | −7  | 4    |

|         | العين | الهلال | الريان | استقلال |
| ------- | ----- | ------ | ------ | ------- |
| العين   | —     | 3–1    | 2–1    | 0–1     |
| الهلال  | 2–0   | —      | 3–1    | 1–2     |
| الريان  | 2–1   | 0–2    | —      | 3–3     |
| استقلال | 2–0   | 0–1    | 3–0    | —       |

| العين                                                     | 3–1   | الهلال             |
| --------------------------------------------------------- | ----- | ------------------ |
| عمر عبد الرحمن 27' · أليكس بروسك 46' · أسامواه جيان 90+2' | تقرير | عبد الله الزوري 9' |

| الريان                                                                       | 3–3   | استقلال طهران                                                     |
| ---------------------------------------------------------------------------- | ----- | ----------------------------------------------------------------- |
| رودريغو تاباتا 37' (ضربة جزاء) · حنيف عمران زاده 58' (في مرماه) · نيلمار 87' | تقرير | جلويد سامويل 27' · آرش برهاني 45+1' · جواد نكونام 86' (ضربة جزاء) |

| استقلال طهران                      | 2–0   | العين |
| ---------------------------------- | ----- | ----- |
| جلويد سامويل 64' · فرهاد مجيدي 73' | تقرير |       |

| الهلال                                    | 3–1   | الريان           |
| ----------------------------------------- | ----- | ---------------- |
| ياسر القحطاني 57'، 74' · محمد الشلهوب 88' | تقرير | حامد إسماعيل 86' |

| العين                                   | 2–1   | الريان     |
| --------------------------------------- | ----- | ---------- |
| جيريس كيمبو إكوكو 34' · أليكس بروسك 70' | تقرير | نيلمار 32' |

| الهلال           | 1–2   | استقلال طهران                     |
| ---------------- | ----- | --------------------------------- |
| سالم الدوسري 68' | تقرير | بجمان منتظري 80' · آرش برهاني 86' |

| الريان                          | 2–1   | العين                 |
| ------------------------------- | ----- | --------------------- |
| نيلمار 59' · جار الله المري 86' | تقرير | يوسف أحمد البلوشي 78' |

| استقلال طهران | 0–1   | الهلال          |
| ------------- | ----- | --------------- |
|               | تقرير | نواف العابد 35' |

| استقلال طهران                                          | 3–0   | الريان |
| ------------------------------------------------------ | ----- | ------ |
| فرهاد مجيدي 45' · هاشم بيك زاده 73' · آرش برهاني 90+1' | تقرير |        |

| الهلال                            | 2–0   | العين |
| --------------------------------- | ----- | ----- |
| سالم الدوسري 4' · ويسلي لوبيز 24' | تقرير |       |

| العين | 0–1   | استقلال طهران               |
| ----- | ----- | --------------------------- |
|       | تقرير | جواد نكونام 80' (ضربة جزاء) |

| الريان | 0–2   | الهلال                            |
| ------ | ----- | --------------------------------- |
|        | تقرير | نواف العابد 78' · سعد الحارثي 83' |

### المجموعة الخامسة
| فريق            | لعب | ف | ت | خ | له | عليه | ف.أ | نقاط |
| --------------- | --- | - | - | - | -- | ---- | --- | ---- |
| سول             | 6   | 3 | 2 | 1 | 11 | 5    | +6  | 11   |
| بوريرام يونايتد | 6   | 1 | 4 | 1 | 6  | 6    | 0   | 7    |
| جيانغسو سونينغ  | 6   | 2 | 1 | 3 | 5  | 10   | −5  | 7    |
| فيغالتا سنداي   | 6   | 1 | 3 | 2 | 5  | 6    | −1  | 6    |

|         | بوريرام | سول | جيانغسو | فيغالتا |
| ------- | ------- | --- | ------- | ------- |
| بوريرام | —       | 0–0 | 2–0     | 1–1     |
| سول     | 2–2     | —   | 5–1     | 2–1     |
| جيانغسو | 2–0     | 0–2 | —       | 0–0     |
| فيغالتا | 1–1     | 1–0 | 1–2     | —       |

| فيغالتا سنداي                 | 1–1   | بوريرام يونايتد  |
| ----------------------------- | ----- | ---------------- |
| ريانغ يونغ غي 53' (ضربة جزاء) | تقرير | اوسمار باربا 76' |

| سول                                                                  | 5–1   | جيانغسو سونينغ |
| -------------------------------------------------------------------- | ----- | -------------- |
| ديان داميانوفيتش 8'، 61' · Yun Il-Lok 33'، 56' · ماوريسيو مولينا 87' | تقرير | حمدي صالحي 80' |

| بوريرام يونايتد | 0–0   | سول |
| --------------- | ----- | --- |
|                 | تقرير |     |

| جيانغسو سونينغ | 0–0   | فيغالتا سنداي |
| -------------- | ----- | ------------- |
|                | تقرير |               |

| سول                                      | 2–1   | فيغالتا سنداي                         |
| ---------------------------------------- | ----- | ------------------------------------- |
| سرخيو إسكوديرو (1988) 6' · كم جن كيو 22' | تقرير | ولسن رودريغيز فونسيكا 87' (ضربة جزاء) |

| جيانغسو سونينغ           | 2–0   | بوريرام يونايتد |
| ------------------------ | ----- | --------------- |
| Lu Bofei 42' · صن كي 43' | تقرير |                 |

| فيغالتا سنداي         | 1–0   | سول |
| --------------------- | ----- | --- |
| أتسوشي ياناغيساوا 16' | تقرير |     |

| بوريرام يونايتد                 | 2–0   | جيانغسو سونينغ |
| ------------------------------- | ----- | -------------- |
| Suchao 39' · تشاريل تشابويس 60' | تقرير |                |

| بوريرام يونايتد  | 1–1   | فيغالتا سنداي           |
| ---------------- | ----- | ----------------------- |
| اوسمار باربا 53' | تقرير | تاكايوكي ناكاهارا 90+3' |

| جيانغسو سونينغ | 0–2   | سول                                |
| -------------- | ----- | ---------------------------------- |
|                | تقرير | كوه ميونغ جين 32' · Yun Il-Lok 72' |

| سول                                     | 2–2   | بوريرام يونايتد                     |
| --------------------------------------- | ----- | ----------------------------------- |
| Jung Seung-Yong 55' · كيم هيون-سونغ 74' | تقرير | Ekkachai 56' · ثيراثون بونماثان 75' |

| فيغالتا سنداي  | 1–2   | جيانغسو سونينغ                 |
| -------------- | ----- | ------------------------------ |
| ناوكي سوغا 24' | تقرير | ليو جياني 38' · حمدي صالحي 62' |

### المجموعة السادسة
| فريق                    | لعب | ف | ت | خ | له | عليه | ف.أ | نقاط |
| ----------------------- | --- | - | - | - | -- | ---- | --- | ---- |
| غوانغجو إفرغراند تاوباو | 6   | 3 | 2 | 1 | 14 | 5    | +9  | 11   |
| جونبك هيونداي موتورز    | 6   | 2 | 4 | 0 | 10 | 6    | +4  | 10   |
| أوراوا رد دايموندز      | 6   | 3 | 1 | 2 | 11 | 11   | 0   | 10   |
| موانغتونغ يونايتد       | 6   | 0 | 1 | 5 | 4  | 17   | −13 | 1    |

|           | غوانغجو | جونبك | موانغتونغ | أوراوا |
| --------- | ------- | ----- | --------- | ------ |
| غوانغجو   | —       | 0–0   | 4–0       | 3–0    |
| جونبك     | 1–1     | —     | 2–0       | 2–2    |
| موانغتونغ | 1–4     | 2–2   | —         | 0–1    |
| أوراوا    | 3–2     | 1–3   | 4–1       | —      |

| غوانغجو إفرغراند تاوباو                                       | 3–0   | أوراوا رد دايموندز |
| ------------------------------------------------------------- | ----- | ------------------ |
| لوكاس باريوس 16' · موريكي 65' · كييتا سوزوكي 90+1' (في مرماه) | تقرير |                    |

| موانغتونغ يونايتد                                   | 2–2   | جونبك هيونداي موتورز                      |
| --------------------------------------------------- | ----- | ----------------------------------------- |
| ماريو غيوروفسكي 45+1' (ضربة جزاء) · كيم-يو -جين 89' | تقرير | إي دونغ غك 6' (ضربة جزاء) · كيفن أورس 78' |

| جونبك هيونداي موتورز | 1–1   | غوانغجو إفرغراند تاوباو |
| -------------------- | ----- | ----------------------- |
| كم جونغ وو 28'       | تقرير | موريكي 64'              |

| أوراوا رد دايموندز                                                                           | 4–1   | موانغتونغ يونايتد |
| -------------------------------------------------------------------------------------------- | ----- | ----------------- |
| يوسوكي كاشيواغي 8' · كونيميتسو سيكيجوتشي 65' · غينكي هاراغوتشي 69' · Thritthi 78' (في مرماه) | تقرير | Siaka 90'         |

| أوراوا رد دايموندز | 1–3   | جونبك هيونداي موتورز                          |
| ------------------ | ----- | --------------------------------------------- |
| غينكي هاراغوتشي 6' | تقرير | لي سيونغ جي 52' · إي دونغ غك 64' · Eninho 70' |

| غوانغجو إفرغراند تاوباو                                       | 4–0   | موانغتونغ يونايتد |
| ------------------------------------------------------------- | ----- | ----------------- |
| داريو كونكا 51'، 90+2' (ضربة جزاء) · موريكي 58' · غاو لين 84' | تقرير |                   |

| جونبك هيونداي موتورز           | 2–2   | أوراوا رد دايموندز                    |
| ------------------------------ | ----- | ------------------------------------- |
| Eninho 51' · سيو سنغ-مين 90+2' | تقرير | دايسوكي ناسو 3' · تسوكاسا أوميساكي 7' |

| موانغتونغ يونايتد | 1–4   | غوانغجو إفرغراند تاوباو                          |
| ----------------- | ----- | ------------------------------------------------ |
| ساراووت ماسوك 53' | تقرير | موريكي 40'، 43' · جنغ جي 56' · Feng Xiaoting 86' |

| جونبك هيونداي موتورز                         | 2–0   | موانغتونغ يونايتد |
| -------------------------------------------- | ----- | ----------------- |
| إي دونغ غك 56' (ضربة جزاء) · بارك هيي دو 58' | تقرير |                   |

| أوراوا رد دايموندز                                               | 3–2   | غوانغجو إفرغراند تاوباو       |
| ---------------------------------------------------------------- | ----- | ----------------------------- |
| شينزو كوروكي 52' · يوكي آبي 63' · مارسيو ريتشارد 67' (ضربة جزاء) | تقرير | لوكاس باريوس 37' · موريكي 87' |

| غوانغجو إفرغراند تاوباو | 0–0   | جونبك هيونداي موتورز |
| ----------------------- | ----- | -------------------- |
|                         | تقرير |                      |

| موانغتونغ يونايتد | 0–1   | أوراوا رد دايموندز |
| ----------------- | ----- | ------------------ |
|                   | تقرير | دايسوكي ناسو 48'   |

### المجموعة السابعة
| فريق             | لعب | ف | ت | خ | له | عليه | ف.أ | نقاط |
| ---------------- | --- | - | - | - | -- | ---- | --- | ---- |
| بونيودكور        | 6   | 2 | 4 | 0 | 6  | 3    | +3  | 10   |
| بكين غوان        | 6   | 2 | 3 | 1 | 4  | 2    | +2  | 9    |
| بوهانغ ستيلرز    | 6   | 1 | 4 | 1 | 5  | 6    | −1  | 7    |
| سانفريس هيروشيما | 6   | 0 | 3 | 3 | 2  | 6    | −4  | 3    |

|           | بكين | بونيودكور | بوهانغ | سانفريس |
| --------- | ---- | --------- | ------ | ------- |
| بكين      | —    | 0–1       | 2–0    | 2–1     |
| بونيودكور | 0–0  | —         | 2–2    | 0–0     |
| بوهانغ    | 0–0  | 1–1       | —      | 1–1     |
| سانفريس   | 0–0  | 0–2       | 0–1    | —       |

| سانفريس هيروشيما | 0–2   | بونيودكور                      |
| ---------------- | ----- | ------------------------------ |
|                  | تقرير | Pyschur 45' · فاضل موسائيف 86' |

| بوهانغ ستيلرز | 0–0   | بكين غوان |
| ------------- | ----- | --------- |
|               | تقرير |           |

| بكين غوان                      | 2–1   | سانفريس هيروشيما   |
| ------------------------------ | ----- | ------------------ |
| لانغ تشنغ 21' · بياو تشينغ 79' | تقرير | ناوكي إيشيهارا 75' |

| بونيودكور                   | 2–2   | بوهانغ ستيلرز                        |
| --------------------------- | ----- | ------------------------------------ |
| Pyschur 15' · Murzoev 90+4' | تقرير | لي ميونغ-جو 60' · Lee Gwang-Hoon 67' |

| سانفريس هيروشيما | 0–1   | بوهانغ ستيلرز    |
| ---------------- | ----- | ---------------- |
|                  | تقرير | Bae Chun-Suk 18' |

| بونيودكور | 0–0   | بكين غوان |
| --------- | ----- | --------- |
|           | تقرير |           |

| بوهانغ ستيلرز      | 1–1   | سانفريس هيروشيما   |
| ------------------ | ----- | ------------------ |
| هوانغ جين سونغ 67' | تقرير | ناوكي إيشيهارا 62' |

| بكين غوان | 0–1   | بونيودكور        |
| --------- | ----- | ---------------- |
|           | تقرير | فاضل موسائيف 32' |

| بكين غوان                   | 2–0   | بوهانغ ستيلرز |
| --------------------------- | ----- | ------------- |
| Guerrón 47' · شاو جيايي 87' | تقرير |               |

| بونيودكور | 0–0   | سانفريس هيروشيما |
| --------- | ----- | ---------------- |
|           | تقرير |                  |

| سانفريس هيروشيما | 0–0   | بكين غوان |
| ---------------- | ----- | --------- |
|                  | تقرير |           |

| بوهانغ ستيلرز      | 1–1   | بونيودكور   |
| ------------------ | ----- | ----------- |
| بارك سونغ هو 90+3' | تقرير | Pyschur 79' |

### المجموعة الثامنة
| فريق                  | لعب | ف | ت | خ | له | عليه | ف.أ | نقاط |
| --------------------- | --- | - | - | - | -- | ---- | --- | ---- |
| كاشيوا ريسول          | 6   | 4 | 2 | 0 | 14 | 4    | +10 | 14   |
| سنترال كوست مارينرز   | 6   | 2 | 1 | 3 | 5  | 9    | −4  | 7    |
| غويزهو رينهي          | 6   | 1 | 3 | 2 | 6  | 7    | −1  | 6    |
| سوون سامسونغ بلووينغز | 6   | 0 | 4 | 2 | 4  | 9    | −5  | 4    |

|        | سنترال | غويزهو | كاشيوا | سوون |
| ------ | ------ | ------ | ------ | ---- |
| سنترال | —      | 2–1    | 0–3    | 0–0  |
| غويزهو | 2–1    | —      | 0–1    | 2–2  |
| كاشيوا | 3–1    | 1–1    | —      | 0–0  |
| سوون   | 0–1    | 0–0    | 2–6    | —    |

| سنترال كوست مارينرز | 0–0   | سوون سامسونغ بلووينغز |
| ------------------- | ----- | --------------------- |
|                     | تقرير |                       |

| غويزهو رينهي | 0–1   | كاشيوا ريسول               |
| ------------ | ----- | -------------------------- |
|              | تقرير | كليو غابرييل كوردوفا 45+1' |

| كاشيوا ريسول                               | 3–1   | سنترال كوست مارينرز |
| ------------------------------------------ | ----- | ------------------- |
| لياندرو دومينغيش 21'، 88' · كينتا كانو 67' | تقرير | باتريك زامزايك 8'   |

| سوون سامسونغ بلووينغز | 0–0   | غويزهو رينهي |
| --------------------- | ----- | ------------ |
|                       | تقرير |              |

| سنترال كوست مارينرز           | 2–1   | غويزهو رينهي             |
| ----------------------------- | ----- | ------------------------ |
| Bojić 50' · ترنت سينزبوري 80' | تقرير | جوشوا روز 71' (في مرماه) |

| سوون سامسونغ بلووينغز                              | 2–6   | كاشيوا ريسول                                                               |
| -------------------------------------------------- | ----- | -------------------------------------------------------------------------- |
| Choi Jae-Soo 52' · ستيفيتشا ريستيك 73' (ضربة جزاء) | تقرير | جونيا تاناكا 16'، 67' · ريويتشي كوروساوا 51'، 75' · ماساتو كودو 55'، 90+3' |

| كاشيوا ريسول | 0–0   | سوون سامسونغ بلووينغز |
| ------------ | ----- | --------------------- |
|              | تقرير |                       |

| غويزهو رينهي                      | 2–1   | سنترال كوست مارينرز         |
| --------------------------------- | ----- | --------------------------- |
| زلاتان مسلموفيتش 83' · تشو بو 85' | تقرير | ميتشيل ديوك 42' (ضربة جزاء) |

| كاشيوا ريسول          | 1–1   | غويزهو رينهي |
| --------------------- | ----- | ------------ |
| تاتسويا ماتسوشيما 51' | تقرير | لي كاي 85'   |

| سوون سامسونغ بلووينغز | 0–1   | سنترال كوست مارينرز |
| --------------------- | ----- | ------------------- |
|                       | تقرير | مايكل ماكغلينشي 80' |

| سنترال كوست مارينرز | 0–3   | كاشيوا ريسول                                                      |
| ------------------- | ----- | ----------------------------------------------------------------- |
|                     | تقرير | ماساتو كودو 59' · كليو غابرييل كوردوفا 79' · لياندرو دومينغيش 85' |

| غويزهو رينهي                      | 2–2   | سوون سامسونغ بلووينغز                 |
| --------------------------------- | ----- | ------------------------------------- |
| صن جيهاي 45' · Zhang Chenglin 86' | تقرير | لي جونغ-مين 35' · Kwon Chang-Hoon 55' |

## وصلات خارجية
- الموقع الرسمي